# ألين كلاين (محاضر)
ألين كلاين (بالإنجليزية: Allen Klein)‏ هو محاضر أمريكي، ولد في 26 أبريل 1938 في نيويورك في الولايات المتحدة.